# إيفي سوجي
إيفي سوجي (بالإنجليزية: Efe Sodje)‏ (مواليد 5 أكتوبر 1972) هو لاعب كرة قدم. يلعب مع منتخب نيجيريا لكرة القدم. سبق له أن لعب في كأس العالم لكرة القدم مع منتخب بلاده.

## مسيرته الكروية
لعب إيفي سوجي خلال مسيرته الاحترافية مع 11 ناديًا في خمسة وعشرون موسمًا وسجل خلالها 45 هدفًا ضمن 655 مباراة. ولم يفز بأي موسم بالكأس أو بالدوري.
خاض إيفي سوجي مسيرته مع نادي ستيفيناغ بوروه في موسم 1994–95 واستمر معه طيلة ثلاثة مواسم، مشاركًا في 106 مباراة سجل خلالها 9 أهداف. ثم انتقل إلى نادي ماكليسفيلد تاون في موسم 1997–98 في المرة الأولى ولمدة موسمين ثم في موسم 2013–14 لمدة موسم واحد، حيث شارك طوالها في 89 مباراة سجل خلالها 6 أهداف. لينتقل بعدها إلى نادي كولتشستر يونايتد في موسم 1999–00 لمدة موسم واحد، مشاركًا في 3 مباريات ولم يسجل أي هدف. ثم انتقل إلى نادي كرو ألكساندرا في موسم 2000–01 واستمر معه طيلة ثلاثة مواسم، مشاركًا في 98 مباراة سجل خلالها 3 أهداف. هذا وانتقل لاحقًا إلى نادي هدرسفيلد تاون في موسم 2003–04 ولمدة موسمين، مشاركًا في 70 مباراة سجل خلالها 6 أهداف. ثم انتقل بعدها إلى نادي يوفل تاون في موسم 2004–05 ولمدة موسمين، مشاركًا في 25 مباراة سجل خلالها 3 أهداف. ليعود وينتقل من جديد، لكن هذه المرة إلى نادي ساوثيند يونايتد في موسم 2005–06 ولمدة موسمين، مشاركًا في 37 مباراة سجل خلالها هدفين. لينتقل بعدها إلى نادي بوري في موسم 2007–08 ليلعب معه ستة مواسم، مشاركًا في 196 مباراة سجل خلالها 16 هدفًا. ثم لعب في نادي بارو في موسم 2012–13 لمدة موسم واحد، مشاركًا في 9 مباريات ولم يسجل أي هدف.

## روابط خارجية
- إيفي سوجي على موقع الاتحاد الدولي (مؤرشف)  (الإنجليزية)
- إيفي سوجي على موقع قاعدة بيانات كرة القدم.إي يو (الإنجليزية)
- إيفي سوجي على موقع ناشيونال فوتبول تيمز (الإنجليزية)
- إيفي سوجي على موقع Soccerbase.com (لاعب) (الإنجليزية)
- إيفي سوجي على موقع Soccerway.com (الإنجليزية)